# Het atelier in de rue de La Condamine
Het atelier in de rue de La Condamine (Frans: L'atelier de la rue de La Condamine), ook wel L'atelier de Bazille (Nederlands: Atelier van Bazille) genoemd, is een schilderij van de Franse kunstschilders Frédéric Bazille, geschilderd in 1870, olieverf op doek, 98 x 128,5 centimeter. Het toont de kunstschilder Bazille te midden van bevriende kunstenaars in zijn atelier, geschilderd in een vroeg-impressionistische stijl. De lange figuur van Bazille, staande voor de ezel, werd overigens ingeschilderd door Édouard Manet. Het schilderij is eigendom van de Franse staat en bevindt zich sinds 1986 in de collectie van het Musée d'Orsay te Parijs.

## Context
Bazille behoorde in de jaren 1860 tot de kring van de vroege impressionisten, hoewel toen nog niet zo genoemd. Hij was bevriend met Claude Monet, Pierre-Auguste Renoir, Alfred Sisley en Édouard Manet, die met wie hij studeerde in de ateliers van Charles Gleyre en Gustave Courbet. Vanaf 1866 troffen ze elkaar vaak in het Café Guerbois aan de rue des Batignolles, en worden ze wel de 'Batignolles-groep' genoemd. Ook de schrijver Émile Zola en de fotograaf Nadar maakten vaak deel uit van het gezelschap. Regelmatig ontvingen de kunstenaars elkaar in hun ateliers en schilderden daar elkaars portret of het interieur, niettegenstaande hun voorkeur voor het schilderen en plein air. Ze vonden elkaar in hun weerstand tegen de strakke classicistische richtlijnen van de Académie des Beaux-Arts, die de Franse kunstwereld toentertijd domineerde.
Bazille was een toonaangevende figuur in de 'Batignolles-groep' en ondersteunde, afkomstig uit de gegoede burgerij, zijn vrienden vaak financieel door werken van hen te kopen. Het stilleven Les fruits boven de pianist is bijvoorbeeld van Monet. Van Renoir is Paysage avec deux personnages, het grote werk frontaal-rechtsboven. Van Bazille zelf hangt La toilette boven de sofa, Le pêcheur à l'épervier bovenin bij de trap, La terrasse à Méric boven de piano en links van de sofa, tegen het raam, staat La tireuse de cartes. De meeste van de weergegeven schilderijen werden afgewezen door de conservatieve Parijse salon, waarvan de meeste groepsleden zich inmiddels hadden afgekeerd.

## Afbeelding
Het schilderij toont een tafereel in het atelier van Bazille aan de rue de La Condamine nummer 9, dat Bazille samen met Renoir bewoonde van 1 januari 1868 tot 15 april 1870. Tot 10 augustus 1868 heette de straat overigens nog rue de la Paix. Bazille is de lange figuur in het midden. Hij toont een schilderij aan zijn collega-kunstschilders, waarbij overigens niet altijd goed valt uit te maken wie wie is. Die met de hoed op is in elk geval Manet en de ander zou zowel Monet, Zola of Zacharie Astruc kunnen zijn. De twee figuren links, met elkaar in gesprek bij de trap, worden afwisselend geïdentificeerd als Renoir en Sisley, de figuur op de trap ook wel als Zola of Monet. Rechts aan de piano zit musicus en kunstverzamelaar Edmond Maître (1840-1898), eveneens een vriend van Bazille. De figuur van Bazille werd, zoals hij schreef aan zijn vader, ingeschilderd door Manet. De krachtige penseelstreek van Manet, die afweek van de meer verfijnde stijl van Bazille, is duidelijk herkenbaar. Het schilderij werd alleen ondertekend door Bazille en gedateerd op 1870.
Het op het doek vastgelegde moment lijkt willekeurig gekozen. Het biedt een impressie van de wereld van de kunstenaar en zijn vrienden in hun dagelijkse omgeving en toont de intimiteit van hun vriendschap. De stijl van het werk wortelt nog duidelijk in het realisme, zoals veel van Bazilles werk, maar de vrije vormgeving en het lichte, felle kleurgebruik preludeert al nadrukkelijk op het impressionisme, dat kort daarna haar definitieve vorm zou vinden. De schilderscarrière van Bazille werd echter in de knop gebroken toen hij op 28 november 1870 sneuvelde tijdens de Frans-Duitse Oorlog.

## Herkomst
Het schilderij bevond zich tot 1924 in de verzameling van Marc Bazille, een broer van de schilder, die in dat jaar overleed. Hij legateerde het werk aan de Franse staat om opgehangen te worden in een Frans nationaal museum. Van 19 juni 1925 tot 18 mei 1931 hing het in Musée du Luxembourg te Parijs en vervolgens aldaar in het Louvre. Van 1947 tot 1986 werd het tentoongesteld in de Galerie du Jeu de Paume, eveneens in de Franse hoofdstad. Sinds 1986 behoort het met alle andere impressionistische werken uit die galerij tot de collectie van het Musée d'Orsay te Parijs. Het wordt daar tentoongesteld onder de naam L'atelier de Bazille.